# Езекиел Гарай
Езекиел Марсело Гарай Гонсалес, наричан с по-краткото Езекиел Гарай, е бивш аржентински футболист. Обикновено играе като централен защитник, но в някои мачове и като десен защитник. Дебюта си за националния отбор на Аржентина прави на 22 август 2007 г. в приятелски мач с Норвегия, завършил със загуба на „гаучосите“ с 1 – 2.